# Epipactis turcica
Epipactis turcica är en orkidéart som beskrevs av Carolus Adrianus Johannes Kreutz. Epipactis turcica ingår i släktet knipprötter, och familjen orkidéer. Inga underarter finns listade i Catalogue of Life.